# Alejandro Sotillos
Alejandro Sotillos Miarnau (Madrid, 28 gennaio 1998) è un calciatore spagnolo, difensore dell'Hércules.

## Carriera
Nativo di Madrid, ha iniziato a giocare nel 2006 nelle giovanili del Real Madrid, dopo gli inizi nell'Atlético Pinto. Il 4 luglio 2017, è stato girato in prestito all'UD Logroñés, formazione della Segunda División B, la terza divisione del campionato spagnolo.
Il 28 ottobre 2017 debutta con la squadra, subentrando a Rayco nella sconfitta in casa per 3-1 contro la Real Sociedad B. L'8 aprile dell'anno successivo realizza la sua prima rete nella vittoria casalinga per 3-0 sul Gernika, chiudendo la stagione con 2 gol siglati in 20 partite.
Il 19 luglio 2018 viene nuovamente girato in prestito, questa volta al Fuenlabrada, sempre in terza divisione. Al termine della stagione, la squadra viene promossa per la prima volta nella sua storia in Segunda División. Terminato il prestito, è rientrato al Castilla nel luglio del 2019.
L'11 dicembre 2019 ha fatto ritorno al Fuenla, firmando un contratto di due anni e mezzo. Il 2 febbraio 2020 ha debuttato tra i professionisti, nella sconfitta in casa per 0-1 contro il Girona.

## Statistiche

### Presenze e reti nei club
Statistiche aggiornate al 22 gennaio 2022.
| Stagione        | Squadra         | Campionato      | Campionato | Campionato | Coppe nazionali | Coppe nazionali | Coppe nazionali | Coppe continentali | Coppe continentali | Coppe continentali | Altre coppe | Altre coppe | Altre coppe | Totale | Totale |
| Stagione        | Squadra         | Comp            | Pres       | Reti       | Comp            | Pres            | Reti            | Comp               | Pres               | Reti               | Comp        | Pres        | Reti        | Pres   | Reti   |
| --------------- | --------------- | --------------- | ---------- | ---------- | --------------- | --------------- | --------------- | ------------------ | ------------------ | ------------------ | ----------- | ----------- | ----------- | ------ | ------ |
| 2017-2018       | UD Logroñés     | SDB             | 20         | 2          | CR              | 1               | 1               |                    | -                  | -                  |             | -           | -           | 21     | 3      |
| 2018-2019       | Fuenlabrada     | SDB             | 24         | 1          | CR              | 0               | 0               |                    | -                  | -                  |             | -           | -           | 24     | 1      |
| 2019-2020       | Fuenlabrada     | SD              | 9          | 0          | CR              | 1               | 0               |                    | -                  | -                  |             | -           | -           | 10     | 0      |
| 2020-2021       | Fuenlabrada     | SD              | 25         | 0          | CR              | 2               | 0               |                    | -                  | -                  |             | -           | -           | 27     | 0      |
| 2021-2022       | Fuenlabrada     | SD              | 16         | 1          | CR              | 3               | 0               |                    | -                  | -                  |             | -           | -           | 19     | 1      |
| Totale carriera | Totale carriera | Totale carriera | 94         | 4          |                 | 7               | 1               |                    | -                  | -                  |             | -           | -           | 101    | 5      |

## Palmarès

### Club

#### Competizioni nazionali
- Segunda División B: 1

Fuenlabrada: 2018-2019